# صاحب الرحمان همت
صاحب الرحمان همت (زاده: ۱۳۳۵، ولایت کنر - درگذشتهٔ ۱۵ عقرب/آبان ۱۳۸۶ بغلان) سیاست‌مدار افغانستانی و نماینده مردم کنر در دوره پانزدهم مجلس نمایندگان افغانستان بود.

## زندگی‌نامه
صاحب الرحمان همت متولد ۱۳۳۵ از روستای لا حسین اغز تنگی ولایت کنر افغانستان بود. وی دارای مدرک تحصیلی بکلوریا/دیپلم بود.

## دیگر فعالیت‌ها
- رئیس ارشاد و اوقاف ولایت کنر در دولت اسلامی افغانستان و دولت انتقالی.[۱]
- مؤسس یک مرکز آموزشی رایگان.[۱]
- سر معلم.[۱]

## ترور
صاحب الرحمان همت هنگامی که همراه با هیئت اقتصادی پارلمان افغانستان به ریاست سید مصطفی کاظمی برای افتتاح شرکت دوباره بازسازی شدهٔ منطقه بغلان صنعتی به آن منطقه رفته بود، در یک حمله انتحاری کشته شد.